# Organized Crime
Organized Crime è il quarto album dei Treat, pubblicato nel 1989 per l'etichetta discografica Vertigo Records.

## Tracce
1. Ready for the Taking
2. Party All Over
3. Keep Your Hands to Yourself
4. Stay Away
5. Conspiracy
6. Mr. Heartache
7. Gimme One More Night
8. Get You On the Run
9. Home is Where Your Heart Is
10. Fatal Smile
11. Hunger

## Formazione
- Robert Ernlund - voce
- Anders Wikstrom - chitarra, cori
- Joe Larson - basso, cori
- Jamie Borger - batteria, cori
- Patrick Appelgren - tastiere